# デトロイト・ロック・シティ
「デトロイト・ロック・シティ」 (Detroit Rock City) は、アメリカ合衆国のハードロック・バンドのキッスの楽曲である。1976年3月に発表された4枚目のスタジオ・アルバム『地獄の軍団』 (Destroyer) に収録された。
同アルバム発表後のツアーでオープニング・ナンバーに選ばれて以来、長きに亘って演奏され続けて、彼等の代名詞の一つとも呼ばれる楽曲である。

## 概要
メンバーのポール・スタンレーとプロデューサーのボブ・エズリンの共作。レパートリーでは当時珍しい、アップテンポのシャッフル・ビート・ナンバー。ジーン・シモンズが演奏するR&Bを連想させるベースラインや、短いドラム・ソロに続くツイン・ギターのソロなど、それまでのキッスの楽曲にはなかった新機軸が披露される。
本曲は『地獄の軍団』の1曲目に収録された。歌詞の題材はキッスのコンサートへ向かう途中で交通事故に逢い死亡した実在のファンである。全編5分17秒の冒頭の約1分30秒間は、男性がその日の朝にデトロイトで起きた若者の死亡事故のニュースをラジオで聞きながら洗い物を済ませ、車に乗り込んでドライヴに出かける音声が流れ、その後で演奏が始まる。このニュースと歌詞の最終節を反映するように、エンディングでは大がかりなサウンド・エフェクトで衝突事故が演出され、急ブレーキと衝突音、続いて漏れ出したガソリンの引火によると思われる大爆発音が響き渡って終わる。
スタンレーは「ラブ・ガン/アライブIIツアー」で最終節 "I know I'm gonna die, why?" の箇所を "I know I'm gonna die, and I don't care!" に替えて歌った。

## チャート・アクション
同年7月28日に、2分57秒の短縮版が『狂気の叫び』『燃えたぎる血気』に続くアルバムプロモーション用の最後のシングルのA面収録曲としてカットされた。しかしデトロイトのラジオでかけられた程度でヒットせず、寧ろB面収録曲だったピーター・クリスのバラード「ベス」（Beth）が繰り返し放送され始めた。
そこで同年8月、A面とB面の収録曲を入れ替えたシングルが発表された。

## その他
- VH1が選ぶ『最も偉大な40のメタルソング』 (VH1's 40 Greatest Metal Songs) の第6位に選出された[5]。
- MLBのデトロイト・タイガースは、ホームゲームの試合開始でチームがグラウンドに出る時に本曲を流す。またラジオやテレビでゲームが放送される際にも、最終イニング開始前に本曲を挿入する。
- NHLのデトロイト・レッドウィングスも、ゲームの最初のフェイスオフ前に本曲を流す。
- 1999年にニュー・ライン・シネマから、映画『デトロイト・ロック・シティ』が配給された。1978年を舞台に、10代のキッス・ファンのグループが彼等を観るためにデトロイトを目指すストーリーである。
- ビデオゲーム『Guitar Hero II』や『Rock Band』、『Rock Revolution』に使用された。
- ジーン・シモンズ主演のドキュメンタリー『Gene Simmons Family Jewels』のエピソードでキッスが演奏した。

## カバー・バージョン
- ザ・マイティ・マイティ・ボストンズ（英語版） - KISS MY ASS
- Hayseed Dixie - Let There Be Rockgrass
- Alien Fashion Show - "Detroit Swing City" (single, 1998)
- ハンマーフォール HammerFall  - Crimson Thunder (bonus track)
- Radio Cult - "Grooves From The Grave" (2008)
- レス・ザン・ジェイク Less than Jake - "Gainsville Rock City".
- Bullet LaVolta - Gimme Danger / Hard to Believe: Kiss Covers Compilation
- ディー・スナイダー - Spin the Bottle
- レーサーX Racer X - Live Extreme Volume II
- GO!GO!7188 - 「虎の穴2」：この曲の演奏に乗せて中森明菜の「飾りじゃないのよ涙は」を歌う。
- ピンク・クリーム69 - 36°/140°